# Магда Щаудингер
Магда Щаудингер (на латвийски: Magda Štaudingere) (17 август 1902 – 21 април 1997) е латвийска биоложка и ботаничка, която изучава макромолекулите заедно със съпруга си Херман Щаудингер и тяхното приложение в биологията. Тя е призната за негов сътрудник, когато той спечелва Нобелова награда за химия и Магда публикува 7 тома от неговите работи след смъртта му. Тя е наградена Голям медал на Латвийската академия на науките за приноса ѝ за подпомагане на науката.

## Биография
Магда Войта (също и като (на немски: Magda Woit)) е родена на 17 август 1902 г. в Елва в семейството на латвийския дипломат Оскара Войта. Като дете със семейството си пътува много в Германия, Унгария и Швейцария и научава да говори добре английски, френски, немски и руски език. Освен това е завършена пианистка и цигуларка. Установява се в Германия, където се записва да учи в Берлинския университет. Изучава растения под ръководството на Гонбил Хаберланд и получава степен по природни науки през 1925 г. След това продължава учението ви Латвийския университет в Рига под ръководството наНиколайс Малтас до 1927 г., когато защитава докторат. Сщата година Войта се омъжва за Херман Щаудингер, който по-късно печели Нобелова награда за химия и се премества с него, за да започне работа във Фрайбургския университет в Германия. Тя среща Херман след като минава успешно държавния си изпит и докато учи в Института по биология в Хелголанд през лятото на 1927 г. Той малко преди това е публикувал резултатите от изследване на структурата на целулозата, а Войта работи върху клетъчните мембрани на водораслите. Оттук нататък двамата започват да си сътрудничат при изследването на макромолекулите.
В продължение на много години Щаудингер изучава макромолекулите и тяхната химическа структура в сътрудничество със съпруга си Херман. През 40-те години тя се завръща отново към приложението на изследванията на макромолекулите в биологията, извършвайки опити върху живи клетки от 1945 г. нататък. През 1946 г. Херман основава журнал с фокус върху развитието на макромолекулната химия Makromolekulare Chemie, а Щаудингер е част от редакторската колегия на списанието. Когато Херман получава Нобелова награда за химия, признава за сътрудничеството на Щаудингер за своето изследване. В периода 1937 – 1956 г. тя публикува 30 научни статии за масата на молекулите, за микроскопичните оценки на морфологията на влакната и за колоидите. Между 1969 и 1976 г. Щаудингер редактира и публикува 7 тома със събрани трудове на съпруга си.
След смъртта на Херман през 1965 г. тя става президент на Международната федерация на университетските жени. Остава на този пост до 1968 г. Тя се стреми към по-голямо признание на жените в науката и се присъединява към ЮНЕСКО през 70-те години, за да постигне тези цели, работейки като президент на немската научна комисия към ЮНЕСКО от 1970 до 1975 г. Тя е също така първия координатор на биосферната програма на ЮНЕСКО. През 1990 г. е направена почетен член на Латвийската академия на науките, а през 1991 г. създава фонд за подкрепа на учещите биология, химия и медицина в Латвия. През 1995 г. Щаудингер създава фонд „Магда и Херман Щаудингер“ в полза на пенсионираните членове на Латвийската академия на науките, който да се използва по усмотрение на Академията за стипендии или други компенсации. През 1996 г. получава Големия орден на Латвийската академия на науките.
Щаудингер умира във Фрайбург на 21 април 1997 г. и е погребана до съпруга си в гробището Хауптфридхоф Фрайбург.

## Избрани трудове
- Woit, Magda. Umgestaltungen an Blattgeweben infolge des Wundreizes.   University of Berlin, 1925. (на немски)
- Staudinger, Magda. Der fibrilläre Bau natürlicher und künstlicher Cellulosefasern. 299. Mitteilung über makromolekulare Verbindungen //  Journal für Praktische Chemie 160 (5 – 7).   9 юни 1942. DOI:10.1002/prac.19421600505. S. 203 – 216. (на немски)
- Staudinger, Magda. Mikroskopische und elektronenmikroskopische Untersuchungen an makromolekularen Stoffen.   Köthen, Germany, Verl. d. Chemiker-Zeitg. Otto von Halem, 1943. (на немски)
- Staudinger, Magda. Über den Faserabbau im mikroskopischen Bild //  Journal für Praktische Chemie 2 (1 – 5).   December 1944. DOI:10.1002/prac.19440020107. S. 67 – 77. (на немски)
- Rózsa, György et al. Elektronenmikroskopische untersuchungen an muskelproteinen1 //  Die Makromolekulare Chemie 2 (1).   December 1944. S. 66 – 76. (на немски)
- Staudinger, Hermann, Staudinger, Magda. Die makromolekulare Chemie und ihre Bedeutung für die Protoplasmaforschung.   Vienna, Austria, Springer, 1954. ISBN 978-3-211-80344-8. (на немски)
- Staudinger, Magda. Arbeiten über Isopren, Kautschuk und Balata. Т. Volume 1.   Basel, Switzerland, Huethig & Wepf Verlag, 1969. (на немски)
- Staudinger, Magda. Arbeiten über Cellulose und Cellulosederivate. Т. Volume 2.   Basel, Switzerland, Huethig & Wepf Verlag, 1972. (на немски)
- Staudinger, Magda. Arbeiten über synthetische makromolekulare Stoffe. Т. Volume 3.   Basel, Switzerland, Huethig & Wepf Verlag, 1974. (на немски)
- Staudinger, Magda. Arbeiten nach Sachgebieten geordnet. Т. Volume 4.   Basel, Switzerland, Huethig & Wepf Verlag, 1975. (на немски)
- Staudinger, Magda. Arbeiten allgemeiner Richtung. Т. Volume 5.   Basel, Switzerland, Huethig & Wepf Verlag, 1975. (на немски)
- Staudinger, Magda. Arbeiten über Die Ketene. Т. Volume 6.   Basel, Switzerland, Huethig & Wepf Verlag, 1976. (на немски)
- Staudinger, Magda. Arbeiten über niedermolekulare organische Verbindungen. Т. Volume 7.   Basel, Switzerland, Huethig & Wepf Verlag, 1976. (на немски)
- Staudinger, Magda. The Biosphere. September-Ausgabe 1970 der Zeitschrift Scientific American, Band 223. Nr. 3., W. H. Freeman & Co., San Francisco //  Biologie in unserer Zeit 1 (6).   December 1971. DOI:10.1002/biuz.19710010609. S. 189 – 190. (на немски)
- Staudinger, Magda. Zur geschichte der zeitschrift „die makromolekulare chemie“ //  Die Makromolekulare Chemie 183 (8).   10 август 1982. DOI:10.1002/macp.1982.021830801. S. 1829 – 1831. (на немски)